# AD 이시드로 메타판
AD 이시드로 메타판(스페인어: A.D. Isidro Metapán)은 엘살바도르 메타판을 연고로 하는 축구팀이다. 이 팀은 2000년에 창단되었으며, 현재 엘살바도르 프리메라 디비시온에 참가하고 있다.

## 선수 명단

### 현역
- 밀톤 몰리나(2009 ~ )
- 디에고 그레고리(2021 ~ )
- 기예르모 스트라델라(2023 ~ )